# وضعیت سیاسی تایوان

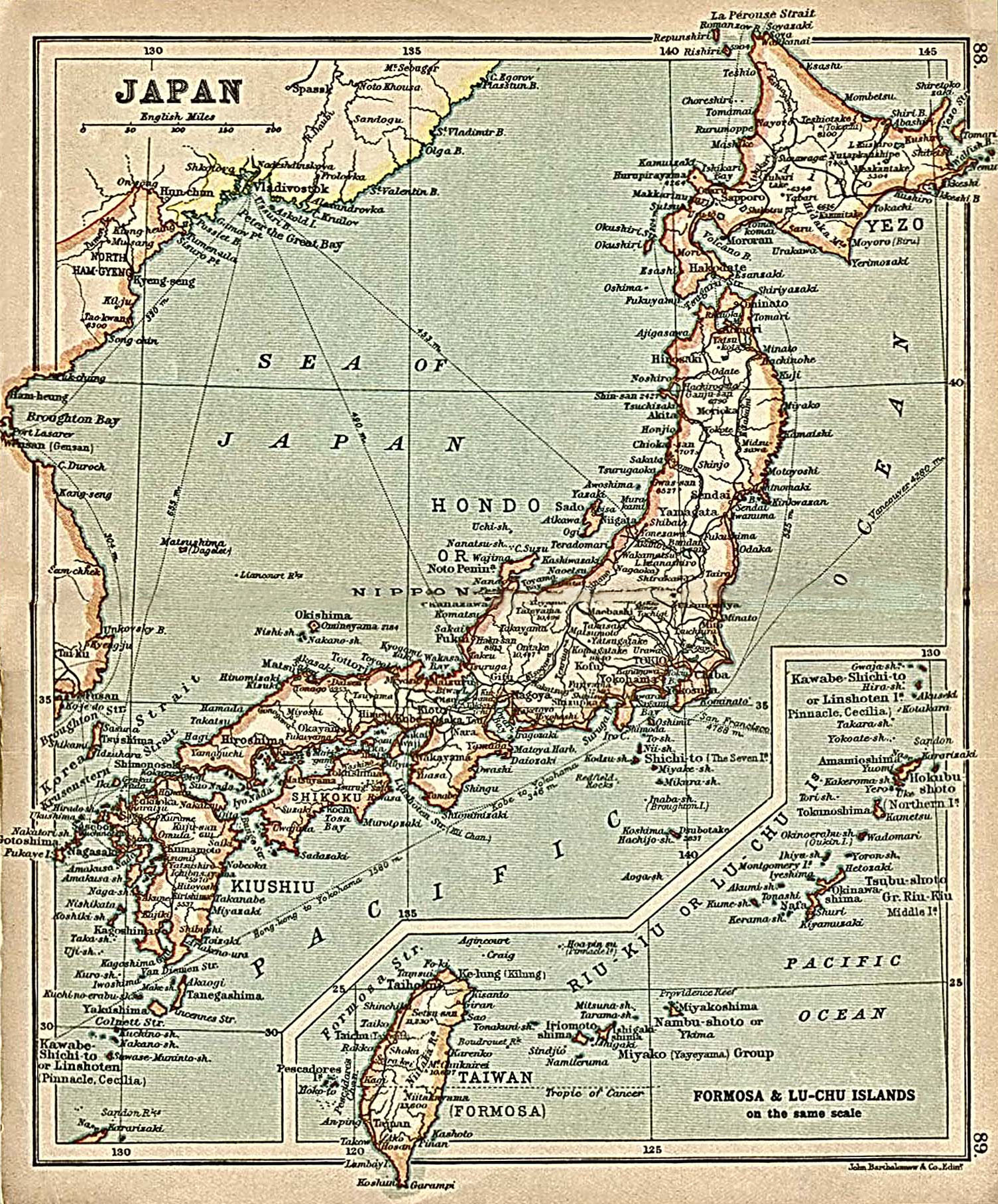
بر اساس پیمان شیمونوسکی، تایوان در هنگام تأسیس جمهوری چین بخشی از امپراتوری ژاپن بود. اما جمهوری چین و جمهوری خلق چین این پیمان را نامعتبر دانسته و آن را یکی از معاهدات ناعادلانه‌ای می‌داند که در شرایطی نابرابر بر دودمان چینگ تحمیل شد.

وضعیت سیاسی تایوان به درستی مشخص نیست. این جزیره از ۱۶۸۳ میلادی بخشی از دودمان چینگ بود. در ۱۸۹۵ پس از پایان نخستین جنگ چین و ژاپن توسط دودمان چینگ به امپراتوری ژاپن واگذار شد. جمهوری چین از هنگام تأسیس خود در سال ۱۹۱۲ تایوان را بخشی از کشور چین می‌دانست و پیمان الحاق تایوان به ژاپن را به استناد شرایط نابرابر بی‌اعتبار می‌دانست. با پایان جنگ جهانی دوم این جزیره از ژاپن بازپس گرفته شد و بخشی از جمهوری چین شد. در سال ۱۹۴۹ چیانگ کای‌شک رئیس‌جمهور چین در پی شکست در جنگ داخلی چین و با درگرفتن انقلاب کمونیستی در این کشور به تایوان گریخت و دولت جمهوری چین از آن هنگام تاکنون اداره این سرزمین را برعهده دارد.
در مورد آینده سیاسی تایوان سه نظر اصلی وجود دارد؛ حکومت تایوان با نام جمهوری چین و دولت قانونی این کشور شناخته شود یا تایوان مجدداً به سرزمین اصلی چین بپیوندد و بخشی از جمهوری خلق چین شود یا به‌عنوان یک کشور مستقل اعلام موجودیت کند.

## روابط دیپلماتیک

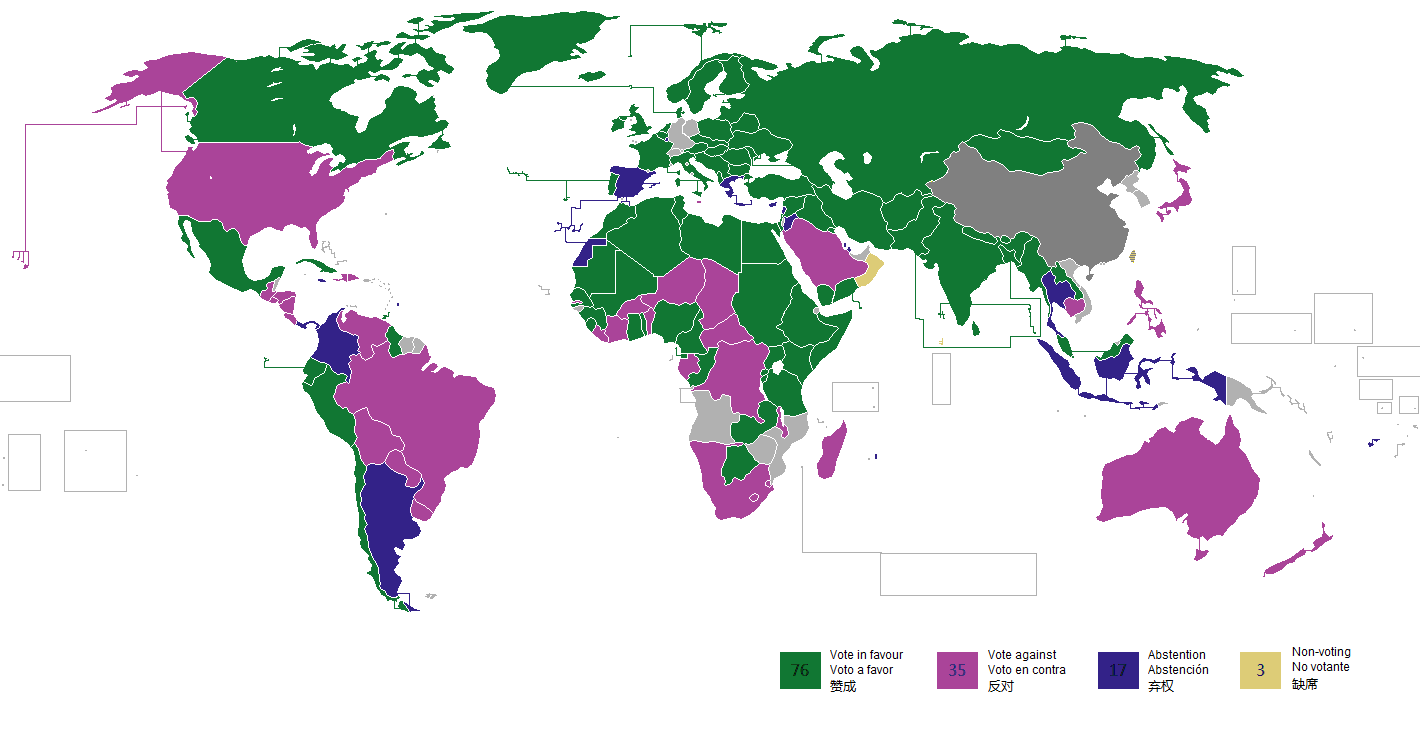
آراء اعضای سازمان ملل به قطعنامه ۲۷۵۸ در مورد اعطای کرسی چین به جمهوری خلق چین؛ سبز: موافق، بنفش: مخالف، آبی: ممتنع، زرد: بدون رأی

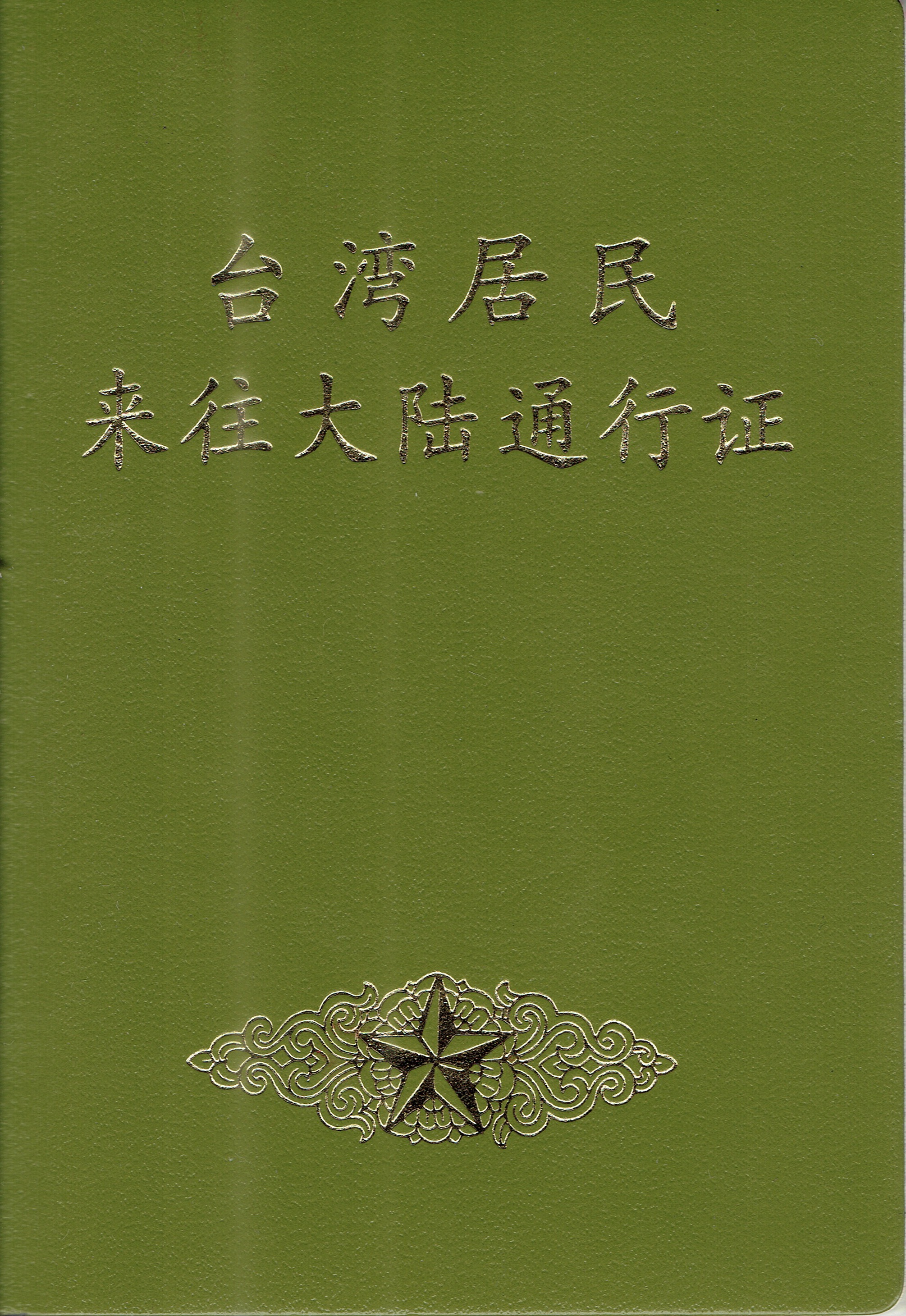
مجوز ورود هموطن تایوانی؛ مجوزی که اهالی تایوان با آن می‌توانند وارد سرزمین اصلی چین شوند. مقامات چینی گذرنامه جمهوری چین را به رسمیت نمی‌شناسند.

پس از اعطای کرسی نمایندگی چین در سازمان ملل به جمهوری خلق چین (در زمان تشکیل سازمان ملل جمهوری چین بر پکن و بخش عمده سرزمین اصلی چین حکومت می‌کرد تا اینکه در سال ۱۹۴۹ تمام سرزمین اصلی را در جنگ داخلی با کمونیست‌ها از دست داد و حکومت جمهوری خلق چین تشکیل شد. با این حال کرسی نمایندگی این کشور در سازمان ملل و شورای امنیت در اختیار جمهوری چین باقی ماند و تلاش شوروی و کشورهای بلوک شرق برای اعطای این کرسی به حکومت جمهوری خلق چین با حق وتو چینی‌ها ناکام می‌ماند. اکثر کشورهای جهان این حکومت را به‌عنوان تنها دولت رسمی چین به رسمیت شناختند و روابط دیپلماتیک خود را با جمهوری چین قطع کردند به‌طوری که در سال ۲۰۰۸ تنها ۱۵ کشور (که به جز واتیکان بقیه از کشورهای کوچک آفریقا، اقیانوسیه و آمریکای جنوبی هستند) با جمهوری چین روابط دیپلماتیک دارند. هر چند روابط غیررسمی تایوان با اکثر کشورهای دنیا برقرار است.

## موضع رسمی

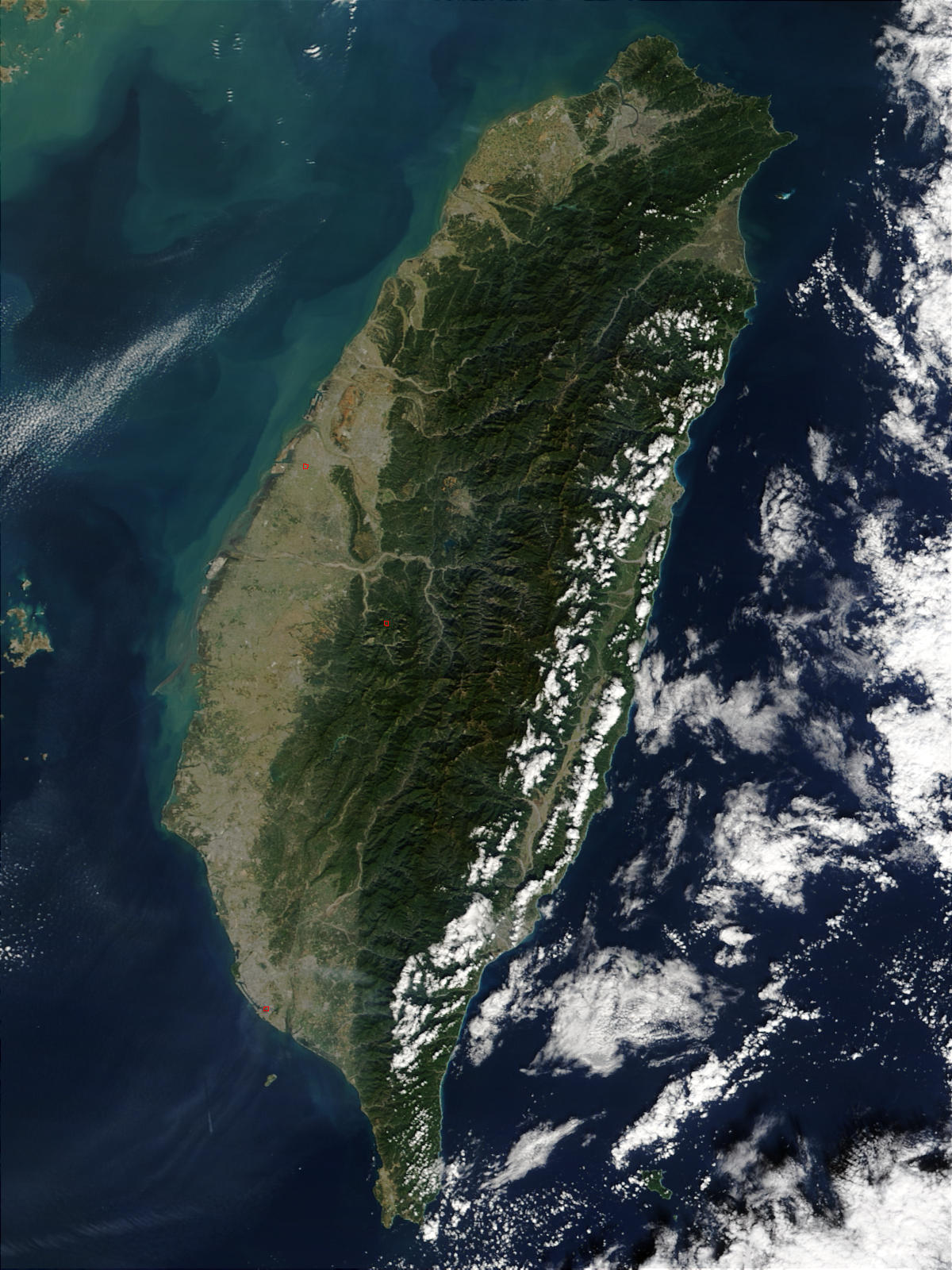
عکس ماهواره‌ای از تایوان. توضیحات ناسا:
"جزیره تایوان در سواحل جنوبی چین، بین دریای شرقی چین، دریای جنوبی چین، جزایر نانسی‌شوتو در جنوب غربی ژاپن و اقیانوس آرام قرار دارد. این جزیره بیشتر در شرق کوهستانی است، اما به تدریج به دشت‌های شیب‌دار در غرب تبدیل می‌شود. در نوک شمالی جزیره، شهر تایپه، پایتخت تایوان، به‌عنوان یک لکه بزرگ خاکستری‌رنگ احاطه‌شده توسط سبز تیره ظاهر می‌شود. در این تصویر، بیشتر سواحل شرقی تایوان با ابرهای کم‌ارتفاع پوشیده شده‌اند، و ابرهای کم‌ارتفاع و مرتفع نیز در سواحل اقیانوس آرام دیده می‌شوند. MODIS همچنین سه آتش‌سوزی را تشخیص داده است که با رنگ قرمز مشخص شده‌اند. این تصویر رنگی واقعی توسط ماهواره Terra MODIS در تاریخ ۱۵ دسامبر ۲۰۰۲ گرفته شده است."

جمهوری چین هم‌اکنون علاوه بر جزیره تایوان بر جزیره‌های پنگو، کینمن، ماتسو و تعدادی دیگر از جزایر کوچک دریای زرد اعمال حاکمیت می‌کند و خود را حکومت قانونی سرزمین اصلی چین، مغولستان بیرونی (جمهوری مغولستان)، تووا (جمهوری تووا در فدراسیون روسیه) و مناطقی از قزاقستان و میانمار که حاکمیت آن‌ها از سوی جمهوری خلق چین به رسمیت شناخته شده‌است، می‌داند. هر چند از ابتدای دهه ۱۹۹۰ ادعاهای این دولت نسبت به سرزمین اصلی چین کمتر مطرح می‌شود اما این دولت هرگز موضع رسمی خود را در این خصوص تغییر نداده‌است.